# Namięsna
Namięsna (omięsna zewnętrzna, łac. epimysium) – rodzaj błony zbudowanej z tkanki łącznej zbitej o utkaniu nieregularnym, otaczającej brzusiec mięśnia poprzecznie prążkowanego (szkieletowego). Tworzy ona rodzaj pochewki zapobiegającej przesuwaniu się mięśnia w czasie skurczu.